# Copinolasioptera salvadorensis
Copinolasioptera salvadorensis är en tvåvingeart som beskrevs av Edwin Möhn 1975. Copinolasioptera salvadorensis ingår i släktet Copinolasioptera och familjen gallmyggor.
Artens utbredningsområde är El Salvador. Inga underarter finns listade i Catalogue of Life.